# Sport in Italia
Lo sport in Italia in senso generale e più ampio, comprendente  gli ‘’sportivi’’ che praticano i vari sport e gli ‘’sportivi’’ appassionati spettatori tifosi che seguono le competizioni, è diffuso tanto da rappresentare una parte della cultura di massa, similmente a tutte le popolazioni di altre nazioni industrializzate.

## Storia atletica-sportiva in Italia
Anticamente il primo periodo storico in cui lo sport in Italia ha assurto connotati sociali simili agli attuali, con le dovute proporzioni, fu durante l’impero romano  caratterizzato dal motto ‘’panem et circenses’’ che si riferiva alla pratica politica di prevenzione dei disordini sociali con la distribuzione ai cittadini romani di pane e spettacoli circensi spesso truci quando lo stadio più famoso e frequentato era il colosseo.
Come in tutti i fenomeni di massa in cui s'intrecciano grossi interessi di potere economici e politici, dietro le quinte dei successi si tessono a volte truffe, scandali, manipolazioni, allora come oggi.
Quando la nazione italiana venne istituita in uno Stato politicamente indipendente nel 1861, lo sport più popolare e seguito dai tifosi negli sferisteri era il pallone col bracciale, che è uno degli sport tradizionali e nazionali italiani: viene tuttora praticato a livello soltanto dilettantistico, ma nel XIX° secolo raggiunse  i vertici massimi del consenso e della popolarità divenendo quindi un elemento unificante e rappresentativo della nuova nazione italiana in qualità di sport nazionale.

### Il contesto sociale attuale dello sport in Italia
Lo sport in Italia è molto popolare: vengono pubblicati tre quotidiani nazionali che trattano esclusivamente di sport, che sono  La Gazzetta dello Sport, Il Corriere dello Sport-Stadio e Tuttosport nonché esistono molte rubriche televisive e radiofoniche, quotidiane o settimanali dedicate a soggetti sportivi.
Durante il secondo dopoguerra in Italia, il calcio ha conseguito e mantenuto successivamente la maggiore popolarità, poi molto seguito è il ciclismo, che ha la sua più famosa manifestazione nel Giro d'Italia, una corsa a tappe che attraversa tutta la penisola e che si tiene ogni anno tra la fine di maggio e i primi di giugno: a questa competizione partecipano non solo i migliori atleti italiani bensì i migliori ciclisti da tutto il mondo. Altra passione degli italiani è l'automobilismo: infatti il campionato mondiale di Formula 1 è molto seguito di solito in diretta televisiva poiché in tale competizione gareggiano le Ferrari. Popolari come il ciclismo e l'automobilismo sono divenuti, più recentemente, lo sci, la pallacanestro, la pallavolo, il motociclismo e il tennis, che riscuotono grande favore soprattutto tra i giovani mentre meno seguiti di questi sono altri sport come pallanuoto, nuoto, rugby, hockey, pattinaggio, ginnastica, scherma, atletica leggera, equitazione, ippica, canottaggio e pugilato, anche se gli atleti italiani, gli Azzurri, conseguono notevoli risultati a livello internazionale pure in queste discipline, specie in occasione delle Olimpiadi.

### I dati ISTAT sulla pratica sportiva in Italia
Nel 2015, sono stimate in oltre 20 milioni le persone di tre anni e più che dichiarano di praticare uno o più sport con continuità (24,4%) o saltuariamente (9,8%). L’incidenza dei praticanti sulla popolazione di 3 anni e più è pari al 34,3%.
Tra gli uomini il 29,5% pratica sport con continuità e l’11,7% saltuariamente. Per le donne le percentuali sono più basse, rispettivamente 19,6% e 8,1%. La pratica sportiva continuativa cresce nel tempo per entrambi i generi e in tutte le età: dal 15,9% del 1995 al 22,4% nel 2010 fino al 24,5% nel 2015.
La pratica dello sport è massima tra i ragazzi di 11-14 anni (70,3%, di cui 61% in modo continuativo e 9,3% in modo saltuario) e tende a decrescere con l’età.
Significative le differenze rispetto al livello di istruzione: pratica sport il 51,4% dei laureati, il 36,8% dei diplomati, il 21,2% di chi ha un diploma di scuola media inferiore e solo il 7,3% di chi ha conseguito la licenza elementare o non ha titoli di studio.
Fra gli sport più praticati sono da segnalare ginnastica, aerobica, fitness e cultura fisica (25,2% degli sportivi, pari a 5.097.000 persone), il calcio (23%, 4.642.000 persone) e gli sport acquatici (21,1%, 4.265.000 persone). Il nuoto è lo sport più diffuso tra i bambini fino a 10 anni (43,1%), il calcio tra gli under 35 (33,6%), ginnastica, aerobica, fitness e cultura fisica tra gli adulti fino a 59 anni e sopra i 60 anni (27,4%).
La categoria delle escursioni e delle passeggiate di almeno di 2 km, rilevata in maniera esplicita per la prima volta nel 2015, è praticata da più di 1.173.000 persone.
Il 26,5% della popolazione non pratica uno sport ma svolge attività fisica, come fare lunghe passeggiate a piedi o in bicicletta, giardinaggio ecc. (15.640.000 persone).
I sedentari, ossia coloro che dichiarano di non praticare alcuno sport o attività fisica nel tempo libero, sono oltre 23 milioni (39,1% della popolazione) e aumentano con l’età fino ad arrivare a quasi la metà della popolazione di 65 anni e più.

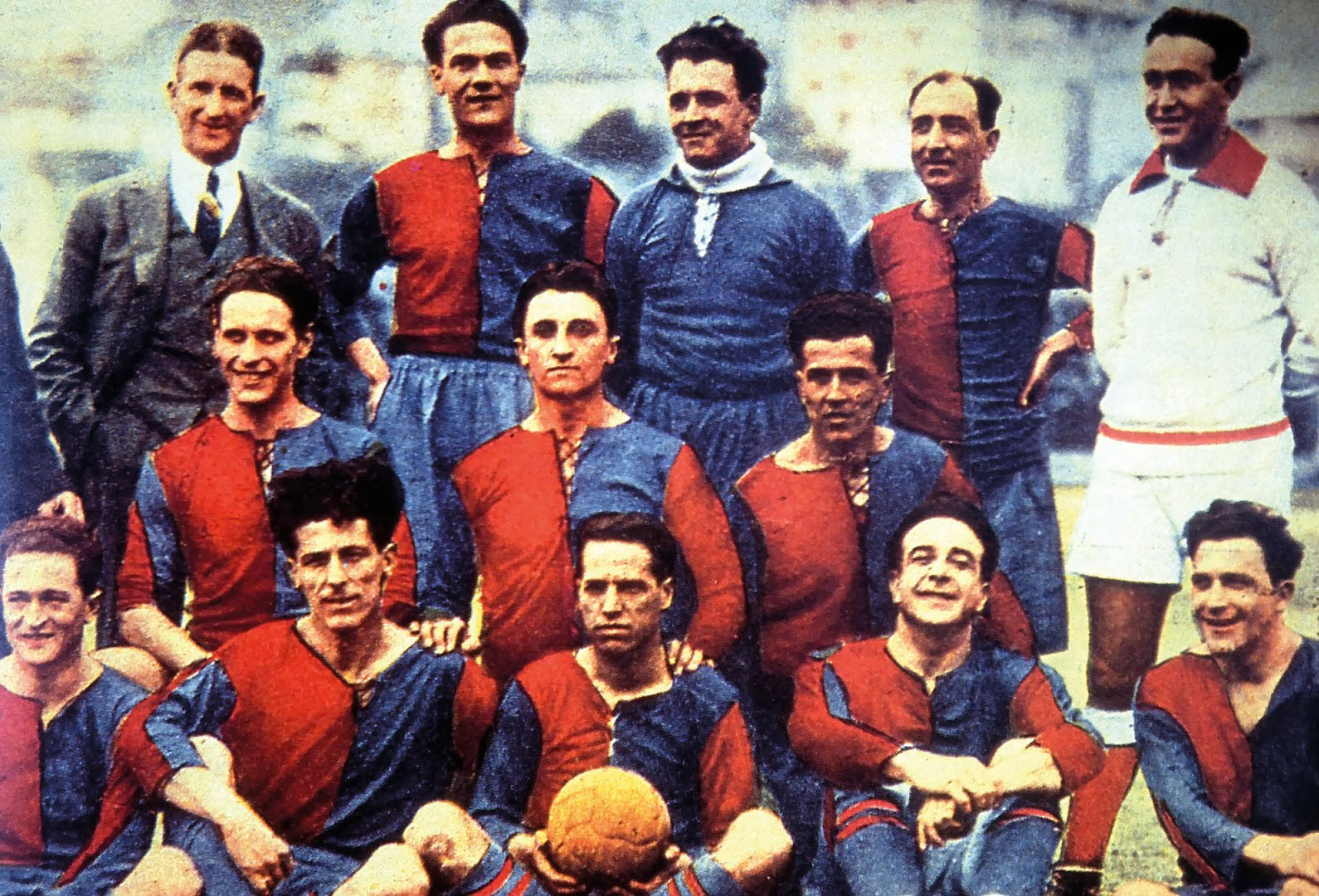
Il (Liguria) la squadra calcistica più antica d'Italia e tra le più scudettate agli albori della Serie A.

La nazionale di pallanuoto viene premiata dopo la vittoria ai Giochi di Roma 1960

## Discipline sportive

### Atletica leggera
L'atletica leggera conta circa 230 000 praticanti in Italia. Benché ci siano nazioni con una più lunga e prolifica tradizione, l'Italia vanta risultati importanti sia ai Giochi Olimpici che agli Europei e ai Mondiali.
Tra gli atleti medagliati più importanti si citano:
Velocità:
- Pietro Mennea, detentore del record mondiale dei 200m piani dal 1979 al 1996.
- Marcell Jacobs, primo italiano a vincere la medaglia d'oro olimpica nei 100 metri piani
- Filippo Tortu, primo italiano e terzo atleta bianco a scendere sotto il muro dei 10s nei 100m piani.

Marcia:
- Ugo Frigerio
- Massimo Stano
- Maurizio Damilano
- Alex Schwazer
- Ivano Brugnetti
- Abdon Pamich
- Annarita Sidoti
- Antonella Palmisano

Salto in alto
- Gianmarco Tamberi
- Sara Simeoni

Salto con l'asta
- Giuseppe Gibilisco

Salto in lungo
- Fiona May

Maratona
- Gelindo Bordin
- Stefano Baldini

Da ricordare è anche Ondina Valla, campionessa olimpica a Berlino 1936 negli 80 metri ostacoli, che fu la prima donna italiana a vincere un oro olimpico.

### Calcio

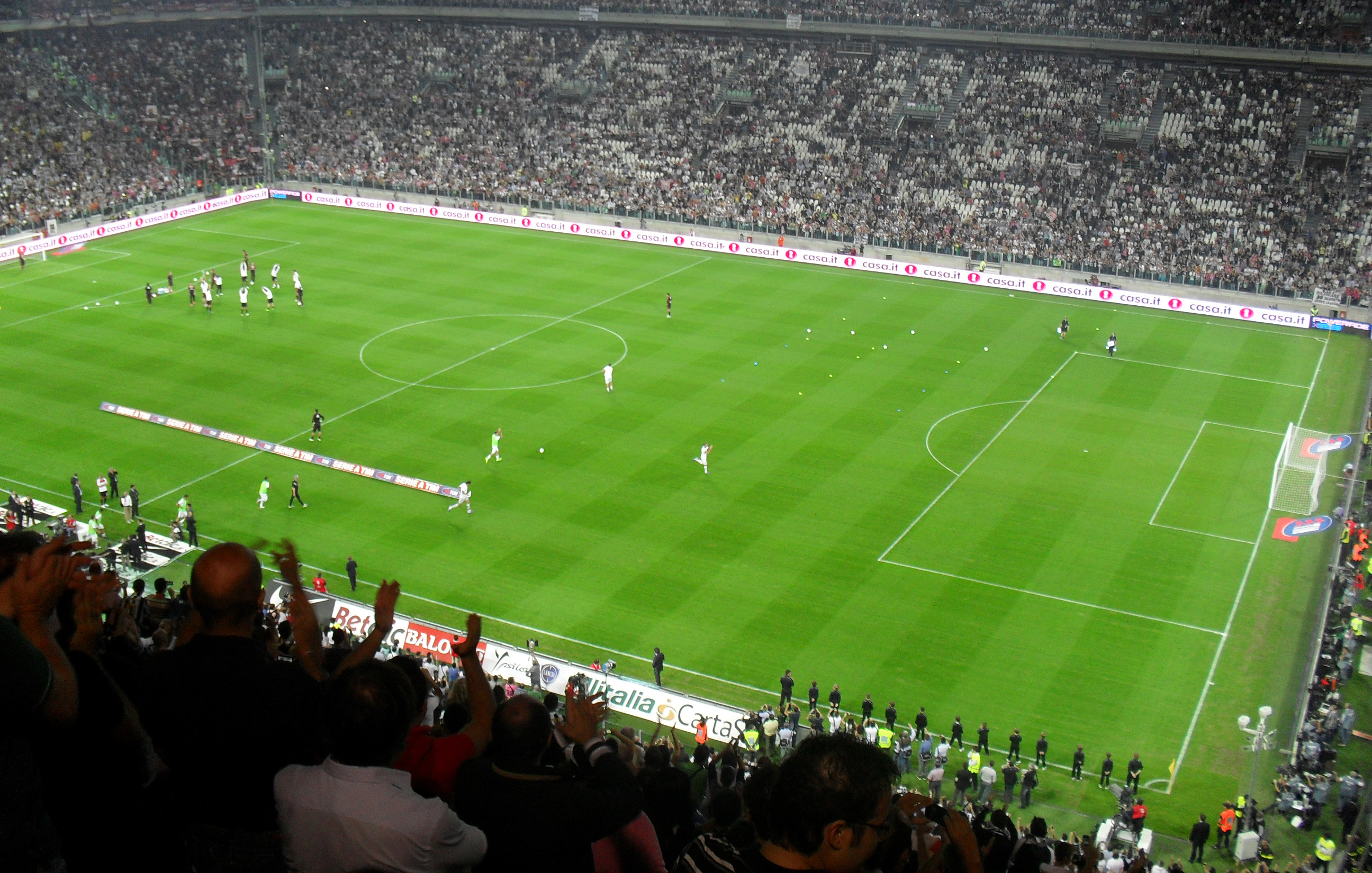
Partita all'Allianz Stadium, stadio della Juventus, la squadra più tifata in Italia

Il calcio è al primo posto in Italia per seguito di tifosi e appassionati.
La nazionale di calcio italiana è tra le più titolate al mondo, seconda solo a quella brasiliana e a pari livello di quella tedesca, avendo vinto 4 Campionati mondiali nel 1934, 1938, 1982 e 2006, due Campionati Europei nel 1968 e 2020, una medaglia d'oro alle Olimpiadi di Berlino 1936 e due di bronzo (con le sue compagini giovanili), alle Olimpiadi di Amsterdam del 1928 e alle Olimpiadi di Atene 2004. Anche le nazionali giovanili sono pluridecorate: La nazionale Under-21 detiene il maggior numero di successi, 5, a pari merito con la Spagna, dell'Europeo di categoria avvenuti nel 1992, 1994, 1996, 2000 e 2004. La nazionale Under-19, invece, vanta solo due trionfi nell'Europeo di categoria accaduti nel 2003 e nel 2023.
Varie squadre di calcio italiane hanno conquistato numerosi trofei a livello confederale e interconfederale, dando al calcio italiano visibilità internazionale. Si tratta per lo più del Milan, della Juventus – il club più blasonato del Paese – e dell'Inter che, all'ottobre del 2018, hanno conquistato insieme 38 titoli internazionali complessivi (rispettivamente 18, 11 e 9) e che sono considerate dall'IFFHS, organizzazione statistica riconosciuta dalla FIFA, tra i dieci migliori club europei del XX secolo.
Il campionato italiano dal 2021/22 manda in Champions ben 4 squadre, 2/3 squadre in Europa League (compresa la vincitrice della Coppa Italia) e una squadra in Conference.
L'attuale capocannoniere della Nazionale di calcio italiana è Gigi Riva, con 35 reti. Tra i calciatori italiani di fama internazionale ricordiamo: Roberto Baggio, Franco Baresi, Giuseppe Bergomi, Gianluigi Buffon, Antonio Cabrini, Fabio Cannavaro, Alessandro Del Piero, Omar Sívori, Gigi Riva, Claudio Gentile, Paolo Maldini, Sandro Mazzola, Valentino Mazzola, Alessandro Nesta, Andrea Pirlo, Gianni Rivera, Paolo Rossi, Gaetano Scirea, Marco Tardelli, Francesco Totti e Dino Zoff.
Tra gli allenatori di fama internazionale: Carlo Ancelotti, Fabio Capello, Marcello Lippi, Vittorio Pozzo, Claudio Ranieri, Nereo Rocco, Arrigo Sacchi e Giovanni Trapattoni.

### Sport motoristici

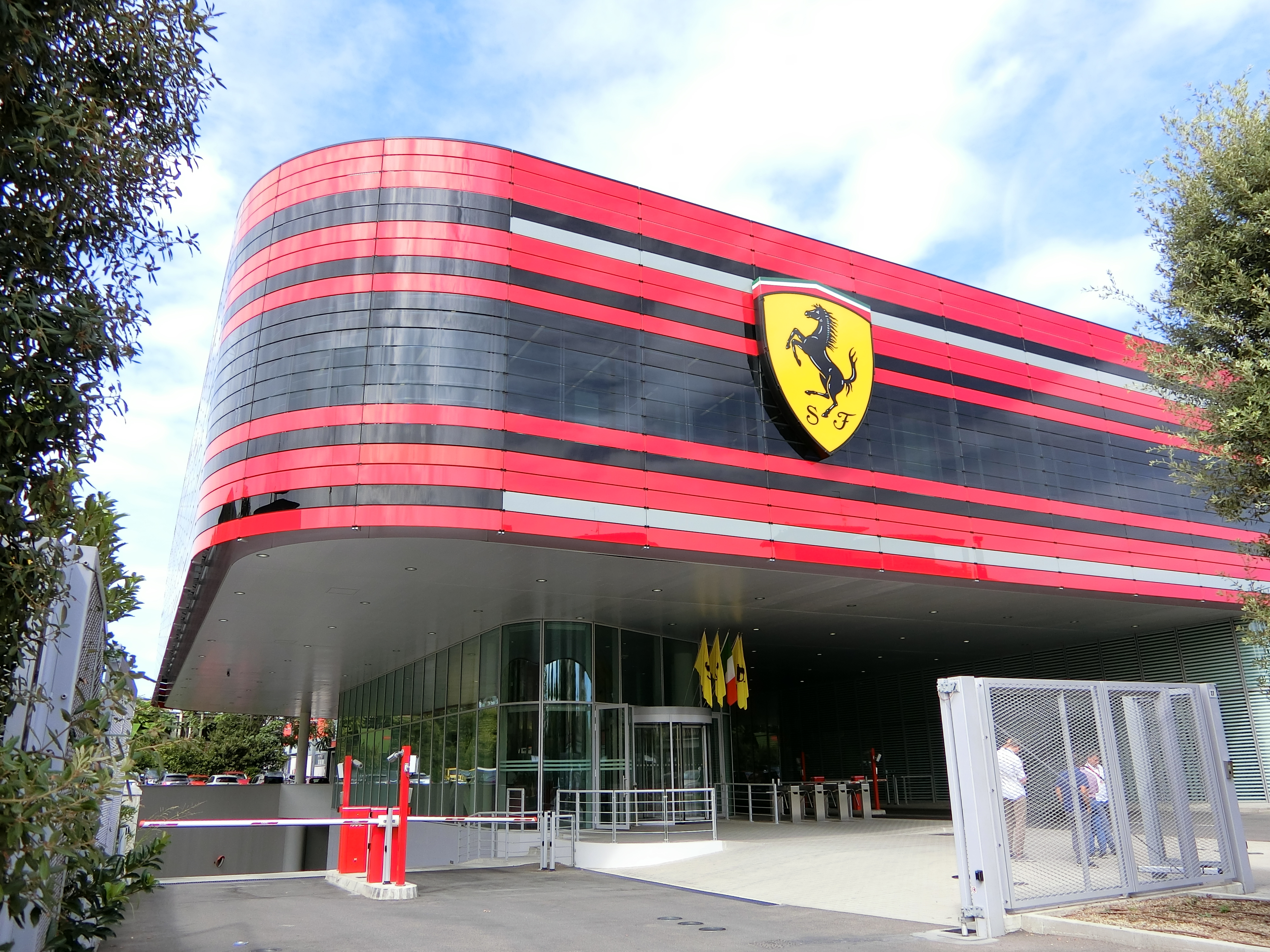
Ingresso della fabbrica Ferrari a Maranello

L'Italia vanta ottime tradizioni negli sport del motore. Celebri nel mondo sono gli autodromi di Monza e di Imola (dedicato ad Enzo Ferrari ed al suo primogenito Dino), il circuito del Mugello e di Misano Adriatico (dedicato al pilota motociclistico Marco Simoncelli).

#### Automobilismo
Nell'automobilismo, il secondo sport nel Paese per numero di appassionati, altrettanto importante è il palmarès delle marche e dei piloti italiani, dalla Formula 1 alle corse di durata ai rally. Nella velocità, dalle prime corse del '900, Fiat, Alfa Romeo, Maserati (unica casa italiana a vincere, per due volte, la 500 miglia di Indianapolis), Ferrari, Abarth e Lancia, hanno vinto nelle gare più importanti (Targa Florio, Rally d'Italia, Mille Miglia, 24 Ore di Le Mans, Nürburgring, Carrera Panamericana) e conquistato titoli mondiali e continentali in tutte le categorie.
In Formula 1, la Scuderia Ferrari detiene il record di titoli per piloti e costruttori, di vittorie per singole gare e di presenza ininterrotta dalla istituzione del campionato del mondo, nel 1950. Dalle origini, i piloti più rappresentativi sono: Nazzaro, Cagno, Lancia, Antonio Ascari, Campari, Brilli-Peri, Borzacchini, Fagioli, Bordino, Masetti, Materazzi, Nuvolari, Varzi, Biondetti, Villoresi, Taruffi, Musso, Castellotti, Baghetti, Bandini, Scarfiotti, Luciano Bianchi, Merzario, Alboreto, Patrese, Baldi, Trulli, Fisichella, Pirro, Capelli, Rinaldo Capello (quest'ultimo nelle gare di endurance), oltre ai campioni del mondo Nino Farina e Alberto Ascari.
Nelle corse su strada, la Targa Florio, la Mille Miglia, la Coppa Acerbo e il Giro di Sicilia sono tra le più antiche e celebri corse della storia. Nei rally, Lancia (con le indimenticabili Fulvia HF, Stratos, 037 e Delta) e Fiat (124 spyder, 131-Abarth), vantano numerosi titoli mondiali, costruttori e piloti (Munari, Biasion, Alessandro Fiorio, Alessandro Fassina), e titoli continentali (Pinto, Munari, Verini, Carello, Vudafieri, "Tony" Fassina, Biasion, Capone, Tabaton, Cerrato, Liatti, Bertone, Navarra, Andreucci, Travaglia e Basso, campione 2006 con la Fiat Grande Punto).

#### Motociclismo
Nel motociclismo, i grandi campioni del passato, come Arcangeli, Masetti, Ubbiali, Provini e Giacomo Agostini, il pilota più titolato della storia del Motomondiale, (15 volte iridato nelle classi 350 e 500 c.c. con 10 vittorie al Tourist Trophy) sono degnamente seguiti dai campioni del presente, Max Biaggi, Loris Capirossi, Marco Melandri, Andrea Dovizioso, Francesco Bagnaia e Valentino Rossi, ben nove volte campione del mondo nelle varie classi.
I marchi Bianchi, Aprilia, Beta Motor, Cagiva, Gilera, Guzzi, MV Agusta, TM Racing, Benelli, Bimota e Ducati hanno vinto le corse più prestigiose e conquistato campionati mondiali in tutte le categorie.
Tony Cairoli è l'italiano più titolato nel Motocross (9 titoli mondiali di cui 6 consecutivi; secondo di sempre), mentre nella categoria femminile (WMX) Kiara Fontanesi è la più titolata al mondo, con 6 campionati vinti di cui 4 consecutivi.

#### Motonautica
La motonautica ha una lunga storia legata alla tradizione italiana. Con la fondazione della Federazione Italiana Motonautica nel 1923 il cui presidente era Ferdinando di Savoia, questo sport ha da subito attirato personaggi di spicco dell'epoca con frequentatori dei primi eventi di spicco tra i quali Guglielmo Marconi, Benito Mussolini, Gabriele D'Annunzio. Lo sport in Italia è cresciuto in particolare dagli anni 70 in avanti ed annovera tra i presidenti della propria federazione Angelo Moratti e successivamente Massimo Moratti. Nel 1929 nacque il Raid Pavia-Venezia, tuttora la gara motonautica più lunga al mondo. Negli anni 30 Gabriele D’Annunzio, mise in palio per le gare di Gardone, la Coppa dell’Oltranza. I principali centri della Motonautica Italiana si stabilirono nell'area lombarda, in particolare a Como e Milano.
Tra i più grandi della motonautica italiana è certamente Renato Molinari, pilota dalle doti eccezionali, pluricampione mondiale in Formula 1 e in molte altre categorie internazionali. Più recentemente un campione sfornato dalla motonautica azzurra è Guido Cappellini che nella classe internazionale più importante, la Formula 1, ha vinto più mondiali di chiunque altro nella storia. Nella motonautica moderna tra gli azzurri di spicco corrono ancora oggi Alex Carella (quattro volte campione del mondo) e Francesco Cantando. Oltre alla Formula 1 motonautica, il Campionato del Mondo Aquabike (moto d'acqua) è stato disputato nelle acque di Piemonte, Lombardia, Puglia e Sardegna.

### Baseball

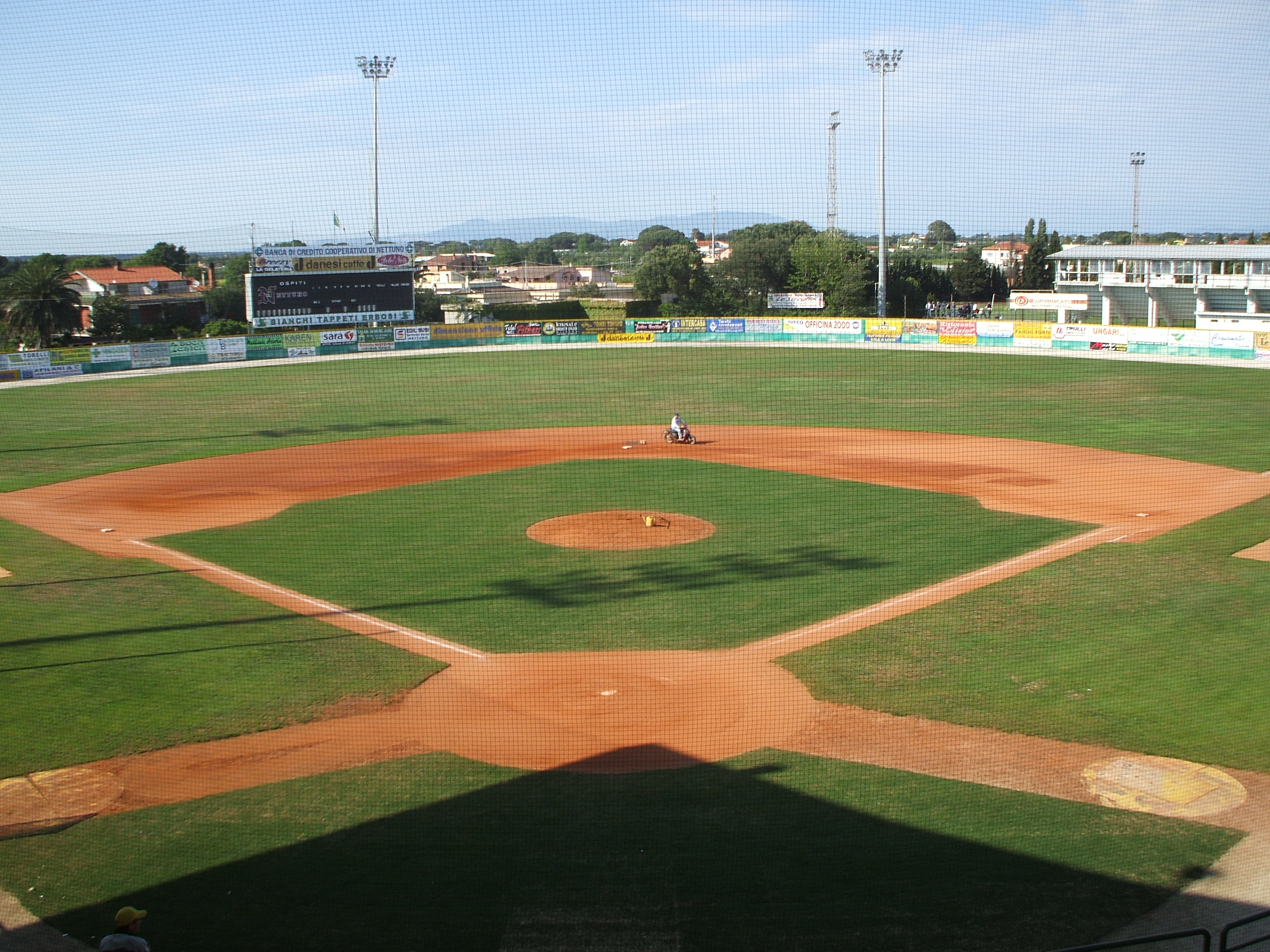
Lo Stadio Steno Borghese del Nettuno Baseball, Nettuno, Lazio

In Italia il baseball è praticato dal 1887, ma solo nel 1948 in Italia si formerà la prima federazione. La nazionale italiana vanta un ruolo di tutto rispetto in ambito europeo, infatti vanta agli Europei ben 10 ori, 16 argenti e 3 bronzi, che ne fanno la seconda potenza del continente (dietro solo ai Paesi Bassi). Ha ospitato 8 volte il campionato europeo (l'ultima volta nel 2021). Non ha mai ottenuto una medaglia né alle Olimpiadi né ai Mondiali, il miglior risultato è, rispettivamente, 6° (alle Olimpiadi di Sidney e alle Olimpiadi di Atlanta) e 4º posto (ai Mondiali del 1998). Ha ospitato ben 4 volte il campionato mondiale (nel 1978, 1988, 1998 e insieme ad altre nazioni europee nel 2009). Nel campionato italiano
la squadra più titolata è il Nettuno con 17 scudetti. In Coppa Europa le squadre italiane hanno quasi sempre brillato. La squadra italiana, nonché la squadra europea, che ha vinto più Coppe, è il Parma (con 13 vittorie). Altre squadre italiane che hanno vinto l'European Cup sono il già citato Nettuno (con 5 vittorie), il Rimini (con 4), la Fortitudo Bologna (con 4), il Milano (con 3) e il Grosseto (con una sola vittoria).
Il primo giocatore italiano a giocare in MLB è stato Alex Liddi con i Seattle Mariners, nel 2011. Il primo lanciatore italiano a giocare in MLB è Samuel Aldegheri

### Pallacanestro
La pallacanestro, in Italia, è il secondo sport di squadra per seguito di tifosi e per tesserati dopo il calcio (1.252.454 spettatori nei palazzetti nella stagione 2005/06 della Lega A). Questa disciplina è sempre stata avara di trofei mondiali, visto il monopolio statunitense, sovietico e jugoslavo, ma negli anni '90 anche la Nazionale, così come i club, ha attraversato un buon momento, grazie ad una generazione di campioni senza precedenti.
Il bilancio maschile italiano nei Campionati Europei (ospitati 3 volte: 1969, 1979 e 1991) è di 10 trofei, nel dettaglio: 2 ori (1983, 1999), 4 argenti (1937, 1946, 1991, 1997) e 4 bronzi (1971, 1975, 1985, 2003). L'Italia non ha ancora vinto un Campionato Mondiale, manifestazione mai ospitata. Alle Olimpiadi, la nazionale si è aggiudicata due medaglie d'argento, a Mosca nel 1980 e ad Atene, nel 2004. Dopo quest'ultimo successo, gli azzurri non hanno più brillato.
La pallacanestro femminile, monopolio della Russia (22 vittorie in 30 edizioni), ha riservato negli Europei un oro (1938), un argento (1995) e un bronzo (1974), mentre è anch'essa sempre rimasta a secco ai Mondiali.

### Pallavolo
La pallavolo ha un'ottima tradizione in Italia. La nazionale maschile vanta nei campionati europei (ospitati nel 1948 e nel 2005 a Roma e nel 1971 a Milano) 7 ori (1989, 1993, 1995, 1999, 2003, 2005 e 2021), 2 argenti (1991, 2001) e 2 bronzi (1948, 1997); ai Mondiali il bilancio è di altissimo livello: 4 ori di cui 3 consecutivi (1990, 1994, 1998 e 2022) e 1 argento (1978).  L'Italia si è anche aggiudicata una medaglia d'oro al torneo di Coppa del Mondo (da non confondere con i Mondiali), una medaglia d'argento ed una di bronzo. La Nazionale Italiana inoltre venne riconosciuta e premiata dalla Federazione Internazionale della Pallavolo (FIVB), come la squadra del XX secolo, e tra i giocatori a ricevere l'alloro di pallavolista del secolo fu Lorenzo Bernardi.
Nella pallavolo femminile le azzurre hanno conquistato il primo oro ai mondiali del 2002  dopo una straordinaria gara con gli USA e il primo oro olimpico alle Olimpiadi del 2024. In campo Europeo, storicamente dominato prima dall'Unione Sovietica e poi dalla Russia (13 ori in 26 edizioni), gli ori arrivano nel 2007, nel 2009 e nel 2021 a cui si aggiungono anche due vittorie della Coppa del Mondo (2007 e 2011) e due Volleyball Nations League femminile nel 2022 e nel 2024.

### Rugby a 15
Giunto in Italia negli anni dieci del XX secolo dalla Francia, i principali centri furono all'epoca Torino e Milano, teatri dei primi incontri dimostrativi. Dopo la prima guerra mondiale Stefano Bellandi, che già si era speso per diffondere il rugby prima del conflitto, intraprese varie attività di propaganda fino a riuscire a convincere i vari club a formare nel 1927 un comitato promotore, nel 1928 la Federazione Italiana Rugby e, nel 1929, la Nazionale e il primo campionato. Negli anni cinquanta si fecero conoscere all'estero giocatori come Sergio Lanfranchi, Mario Battaglini e Paolo Rosi e le varie squadre di club italiane effettuarono tournée in Francia e in Inghilterra.
Nel 1987, la Nazionale italiana prese parte alla prima Coppa del Mondo e disputò l'incontro inaugurale del torneo subendo una netta sconfitta contro la Nuova Zelanda; la prima vittoria contro la Francia, avvenuta nella finale di Coppa Europa del 1997, e quelle successive nei test match contro Irlanda e Scozia favorirono l'ammissione dell'Italia nel Cinque Nazioni, che così divenne Sei Nazioni a partire dal 2000. Dal 2010 la Federazione italiana ha due club-franchigia (Benetton e Zebre) militanti in un campionato transnazionale, lo United Rugby Championship, che comprende anche squadre provenienti da Galles, Scozia, Irlanda e Sud Africa.

### Ciclismo
È praticato soprattutto su strada, mentre la versione su pista ha segnato il passo negli ultimi anni. Le maggiori competizioni italiane sono il Giro d'Italia, tra le corse a tappe, che rappresenta una delle tre competizioni ciclistiche del Grande Giro, e la Milano-Sanremo, la Strade Bianche e il Giro di Lombardia tra le corse di un giorno. Inoltre si corre anche la Tirreno-Adriatico un'importante corsa a tappe di breve durata ad inizio stagione. Il ciclismo è stato lo sport più seguito in Italia dalla fine dell'Ottocento e per tutta la prima metà del novecento. Le strade del Giro d'Italia erano piene di gente, come del resto ai nostri giorni, e il ciclismo era il primo sport nazionale. I nomi dei grandi ciclisti italiani dell'epoca sono quelli di Girardengo, Brunero, Binda, Bottecchia, Guerra, Coppi e Bartali.
Dagli anni sessanta in poi, nonostante fosse ancora uno sport molto seguito, a causa della diffusione dell'automobile il ciclismo ha subito una grave crisi, lasciando pian piano al calcio i riflettori di sport più amato dagli italiani. Negli ultimi anni inoltre, gli scandali a ripetizione legati al doping hanno ulteriormente ridotto l'interesse dei tifosi verso questo sport. Ciononostante il Giro d'Italia è ancora molto seguito e nei venti giorni in cui si corre, il numero di appassionati che segue questa competizione per le strade o in televisione è ancora molto alto.
Grandi campioni Italiani di ciclismo dell'"epoca moderna" sono: Gastone Nencini, Felice Gimondi, Franco Bitossi, Vittorio Adorni, Francesco Moser, Giuseppe Saronni, Moreno Argentin, Maurizio Fondriest, Gianni Bugno, Claudio Chiappucci, Franco Chioccioli, Mario Cipollini, Paolo Savoldelli, Ivan Gotti, Stefano Garzelli, Gilberto Simoni, Alessandro Petacchi, Paolo Bettini, Damiano Cunego, Ivan Basso, Alessandro Ballan e Vincenzo Nibali. Un discorso a parte merita il "Pirata" Marco Pantani, che con le sue imprese in salita ha riacceso la passione degli italiani per il ciclismo come ai tempi eroici. È ricordato soprattutto per aver vinto nel 1998 Giro d'Italia e Tour de France, la corsa ciclistica più importante al mondo, restituendo la vittoria nella "grande Boucle" ai colori italiani a 33 anni dal trionfo di Felice Gimondi.

### Lacrosse
Il lacrosse in Italia è uno sport ancora molto giovane e viene praticato da alcune società con sede in varie città. Il primo campionato si è svolto nel 2009-2010 e la squadra più titolata sono i Pellicani Bocconi di Milano. La nazionale italiana è molto giovane ed ai Mondiali del 2010 è arrivata 19ª su 30 nazioni partecipanti.

### Pallamano
Le nazionali non hanno mai brillato, ma il campionato gode comunque di un buon seguito nelle zone dove è praticato.

### Pallanuoto
Nella pallanuoto, l'Italia vanta un'ottima tradizione. La nazionale maschile (detta Settebello) ha vinto l'oro olimpico in tre occasioni Londra 1948 (XIV Olimpiade), Roma 1960 (XVII Olimpiade) e Barcellona 1992 (XXV Olimpiade). Ha inoltre vinto 4 titoli mondiali (1978, 1994 , 2011 e 2019), 3 titoli europei (1947, 1993 e 1995) e 1 coppa del mondo (1993). La nazionale femminile (detta Setterosa) ha vinto l'oro alle Olimpiadi di Atene del 2004, oltre a 2 titoli mondiali e 4 titoli europei.

### Hockey

#### Hockey su ghiaccio
L'hockey su ghiaccio italiano nasce ufficialmente a Milano nel 1924, e nei primi anni domina in campionato l'Hockey Club Milano, che per ordine del governo fascista nel 1937 si fonde con l'altra milanese dei Diavoli Rossoneri e prosegue a primeggiare. Dopo la seconda guerra mondiale l'hockey italiano esce dalla Federazione Italiana Sport Invernali e viene fondata la Federazione Italiana Hockey Ghiaccio, che nel 1952 viene sostituita dalla FISG. Dopo il conflitto tornano a separarsi le due squadre di Milano, e l'HC Milano vince la maggior parte degli scudetti. Problemi economici portano le due milanesi a riunirsi nel 1957 e due anni dopo ha momentaneamente fine il primato in Italia della città meneghina.
Il nuovo dominatore diventa il Cortina, che tra la fine degli anni cinquanta e la metà degli anni settanta vince 14 scudetti. Negli anni successivi si contendono lo scudetto l'Hockey Club Bolzano e l'Hockey Club Gardena fino alla fine degli anni ottanta, quando per alcuni anni tornano a vincere squadre lombarde, le milanesi Saima e Devils in particolare, e le squadre italiane in generale cominciano a ben figurare nelle competizioni europee per club. Nella seconda metà degli anni novanta l'hockey italiano entra in crisi e torna a primeggiare il Bolzano con 5 scudetti. Negli anni successivi nel duello tra Milano e Bolzano si inserisce l'Asiago, che tra il 2001 e il 2015 vince 5 titoli. Nel 2014 vince il primo titolo il Ritten Sport di Renon, che si ripeterà negli anni successivi. Nel 2016 scompare la massima serie del campionato italiano e le migliori otto squadre partecipano invece alla Alps Hockey League con squadre slovene e austriache; il titolo nazionale viene assegnato calcolando gli incontri della league tra squadre italiane.

### Nuoto
Nel 1899 viene fondata la Federazione Italiana Rari Nantes (FIRN), dalle cui ceneri nasce nel 1930 la Federazione Italiana Nuoto (FIN). I primi nuotatori italiani a partecipare alle Olimpiadi furono Paolo Bussetti e Fabio Mainoni ai Giochi di Parigi 1900, mentre la prima squadra azzurra ufficiale fu quella che prese parte all'edizione di Londra 1908. Dai campionati Europei giunse la prima medaglia internazionale grazie a Giuseppe Perentin nell'edizione di Bologna 1927, argento nei 1500 metri stile libero, mentre il primo successo fu quello di Paolo Pucci, vincitore nel 1958 dei 100 s.l. In quel periodo il CONI fa costruire i primi Centri di Addestramento al Nuoto. Nel gennaio 1966 vi fu la tragedia di Brema, incidente aereo nel quale persero la vita, tra gli altri, i nuotatori della Nazionale Bruno Bianchi, Amedeo Chimisso, Sergio De Gregorio, Dino Rora, Carmen Longo, Luciana Massenzi, Daniela Samuele, l'allenatore Paolo Costoli e il telecronista Nico Sapio, che si stavano recando a un meeting internazionale.
I primi grandi successi internazionali arrivano negli anni settanta con Novella Calligaris, che si aggiudica una medaglia d'argento e due di bronzo alle Olimpiadi di Monaco del 1972, e diventa campionessa e primatista mondiale dei 1500 stile libero alla prima edizione dei Mondiali, Belgrado 1973. La staffetta 4x100 s.l. conquista la prima medaglia italiana ai campionati del mondo nel nuoto maschile aggiudicandosi il bronzo nell'edizione di Cali 1975. Qualche anno dopo si affermano talenti come Stefano Battistelli, bronzo alle Olimpiadi nei 400 misti nel 1988 e nei 200 dorso nel 1992, Giorgio Lamberti, campione e primatista mondiale nei 200 stile libero nel 1991, e Luca Sacchi, bronzo olimpico nei 400 misti a Barcellona 1992. Negli anni successivi il movimento nazionale cresce e ai Giochi di Sydney 2000 arriva la prima medaglia d'oro olimpica italiana nel nuoto per merito di Domenico Fioravanti, che trionfa nei 100 rana, ripetendosi qualche giorno dopo nei 200. Nella stessa rassegna esplode anche Massimiliano Rosolino, oro nei 200 misti, argento nei 400 stile libero e bronzo nei 200 stile libero. Alle Olimpiadi di Atene 2004 emerge Federica Pellegrini con la medaglia d'argento nei 200 stile libero. Tra i grandi risultati che l'atleta veneta otterrà in seguito vi sono la medaglia d'oro alle Olimpiadi di Pechino 2008, sempre nei 200 stile libero, 6 medaglie d'oro ai Mondiali (l'ultima nei 200 s.l. nell'edizione del 2019) e 7 agli Europei in vasca lunga, oltre a stabilire 9 record del mondo in vasca lunga e 2 in vasca corta.
Alle Olimpiadi di Pechino arriva anche l'argento di Alessia Filippi negli 800 stile libero, che nella stessa specialità vince l'oro ai Mondiali di Roma 2009. Tra il 2005 e il 2008, l'Italia conquista 18 medaglie ai campionati mondiali, di rilievo i due ori di Filippo Magnini nei 100 s.l., e 42 medaglie europee. Nel 2008, i quasi sei milioni di italiani che praticano il nuoto testimoniano i progressi della disciplina nel Paese. Ai mondiali romani del 2009, oltre a 2 ori della Pellegrini e a quello della Filippi, arriva anche la prima medaglia d'oro nel nuoto in acque libere per mano di Valerio Cleri, che vince la gara sui 25 km. Sulla stessa distanza vince l'oro ai mondiali di Barcellona 2013 Martina Grimaldi, che era stata l'unica atleta italiana tra maschile e femminile ad andare sul podio alle Olimpiadi di Londra 2012, conquistando il bronzo nella 10 km. Agli europei del 2014 e del 2016, il nuoto azzurro raccoglie un totale di 16 ori, 16 argenti e 22 bronzi. Ai Mondiali del 2015 a Kazan gli azzurri si aggiudicano 14 medaglie tra le quali spicca quella d'oro nei 1500 s.l. di Gregorio Paltrinieri, che ripete l'impresa alle Olimpiadi di Rio del 2016 e ai Mondiali del 2017. A Rio de Janeiro Gabriele Detti si aggiudica due bronzi nei 400 e nei 1500 stile libero, mentre trionfa negli 800 s.l. ai Mondiali del 2017.

### Slittino
In Italia lo slittino è diffuso quasi esclusivamente nella zona del Trentino-Alto Adige e tutti i più grandi campioni italiani provengono da quella regione. L'unico tracciato artificiale omologato per prove di livello internazionale è il Cesana Pariol, costruito per i XX Giochi olimpici invernali di Torino. A causa degli elevati costi di gestione questa pista, che ha ospitato anche alcune tappe di Coppa del Mondo, una edizione dei campionati europei e una rassegna iridata, è di fatto inattiva dal 2011. L'unico altro tracciato italiano in cui in passato si sono disputate gare internazionali è quello di Valdaora, una pista naturale che ora non risponde più ai criteri imposti dalla FIL per le gare su pista artificiale, ma in cui si corrono ancora gare su pista naturale. L'unico altro impianto in Italia ad aver ospitato eventi internazionali è la "pista Eugenio Monti" di Cortina d'Ampezzo, che ospitò nel 1953 la rassegna continentale di slittino e le gare di bob dei VII Giochi olimpici invernali, ma dopo gli europei del 1953 non si disputò più alcuna gara di slittino, non rientrando nei parametri voluti dalla FIL, ma esclusivamente di bob e skeleton.
L'Italia è seconda come numero di vittorie nel medagliere olimpico e nei trofei di Coppa del Mondo dietro alla Germania ed è terza a livello di campionati mondiali e campionati europei dopo Germania e Austria. Il migliore azzurro è stato Armin Zöggeler con due ori, un argento e tre bronzi olimpici nel singolo (unico atleta nella storia delle Olimpiadi a salire sul podio in sei edizioni consecutive nella stessa disciplina individuale), oltre a sei titoli iridati, quattro europei e dieci Coppe del Mondo. Altri grandi slittinisti sono stati Paul Hildgartner, l'unico in grado di conquistare l'oro sia nel singolo che nel doppio a Olimpiadi, europei e mondiali e vincitore di tre Coppe del Mondo nel singolo, Erika Lechner, prima azzurra ad aggiudicarsi un oro in una olimpiade invernale, e Gerda Weissensteiner, che dopo aver vinto tutto nello slittino conquistò una medaglia olimpica anche nel bob, divenendo l'unica italiana a salire sul podio dei Giochi in due diversi sport. Di rilievo anche le carriere di Walter Außendorfer, Sigisfredo Mair, Walter Plaikner, Karl Brunner, Peter Gschnitzer, Ernst Haspinger, Marie-Luise Rainer, Hansjörg Raffl, Veronika Oberhuber, Kurt Brugger, Gerhard Plankensteiner, Oswald Haselrieder, Christian Oberstolz, Patrick Gruber, Dominik Fischnaller, Andrea Vötter, Marion Oberhofer che, insieme ai fratelli Arnold, Norbert e Wilfried Huber (oltre a Günther che gareggiava nel bob), hanno conquistato tutte le altre medaglie olimpiche, gli ori mondiali e le Coppe del Mondo per l'Italia.

### Tennis
La Federazione Italiana Lawn Tennis (tennis su prato) fu fondata il 18 maggio 1910 a Firenze, e prese l'odierno nome Federazione Italiana Tennis nel 1946. La prima partecipazione dell'Italia alla Coppa Davis si ebbe nel 1922. Nel 1930 venne disputata a Milano la prima edizione degli Internazionali d'Italia. Dopo la seconda guerra mondiale si affermarono a livello internazionale grandi tennisti come Gianni Cucelli, i fratelli Marcello e Rolando Del Bello, Fausto Gardini, Beppe Merlo e in seguito Orlando Sirola e Nicola Pietrangeli. Quest'ultimo fu il primo tennista italiano a vincere un torneo del Grand Slam, il Roland Garros, dove trionfò due volte in singolare nel 1959 e 1960, una in doppio e una nel doppio misto. Vinse inoltre due edizioni degli Internazionali d'Italia e fu il nº 3 del mondo in singolare nel 1959 e nel 1960.
L'Italia è una delle poche nazioni che hanno preso parte a tutte le edizioni della Fed Cup, la cui prima edizione fu disputata nel 1963. Negli anni '70 sorge il Centro Tecnico Nazionale di Formia, affidato a Mario Belardinelli, che vede la crescita di grandi giocatori come Adriano Panatta, Corrado Barazzutti, Paolo Bertolucci e Tonino Zugarelli. Son questi quattro giocatori a far parte nel 1976 della squadra italiana che conquista la Coppa Davis in Cile. Quello stesso anno Panatta diventa il secondo italiano a vincere un torneo del Grande Slam trionfando a Parigi, contribuendo alla diffusione dello sport nel Paese. Altre finali di Davis furono perse dall'Italia nel 1977, nel 1979, nel 1980 e nel 1998, unica finale disputata in Italia.
Negli anni 2000 e 2010 il tennis femminile italiano raggiunse grandi traguardi con atlete come Flavia Pennetta, Francesca Schiavone, Roberta Vinci e Sara Errani, tutte entrate nella top 10 della classifica mondiale. La Schiavone è la prima italiana a vincere un torneo del Grande Slam, con il trionfo al Roland Garros nel 2010. La Pennetta è la prima tra tennis italiano maschile e femminile a vincere gli US Open, dove nel 2015 sconfisse in finale la Vinci che in semifinale riuscì nell'impresa di superare la padrona di casa e nº 1 del mondo Serena Williams. Sara Errani è stata la più costante e la più vincente di sempre, chiudendo per due anni consecutivi in Top Ten con il ranking più alto. Grazie a queste atlete, la squadra italiana vinse la Fed Cup nel 2006, 2009, 2010 e 2013.
In campo maschile negli ultimi anni emerge Fabio Fognini che raggiunge i quarti di finale al Roland Garros 2011 e si aggiudica l'Australian Open 2015 in Doppio in coppia con Simone Bolelli. È stato altresì il n°1 d'Italia nel ranking mondiale per un totale record di 292 settimane e l'unico tennista italiano a riuscire ad entrare nella top 10 sia in singolare che in doppio.
Gli ultimi tennisti uomini saliti alla ribalta sono Matteo Berrettini, finalista a Wimbledon nel 2021 (primo e ad oggi unico italiano a raggiungere questo traguardo) e Jannik Sinner, il più giovane tennista italiano ad aver vinto un torneo ATP, e primo ad aver vinto un torneo del Grande Slam e ad essere diventato numero 1 del ranking ATP.

### Vela
Nella seconda domenica di ottobre nel Golfo di Trieste si disputa la Barcolana: istituita nel 1969, è oggi la regata più grande del mondo.
Tra le più note veliste ricordiamo, tra gli altri, Alessandra Sensini.
Nell'America's Cup, il più famoso e antico trofeo nello sport della vela, l'Italia vanta varie partecipazioni con diverse imbarcazioni, la più famosa delle quali è Luna Rossa. Tale imbarcazione è riuscita ad arrivare due volte alla fase finale della gara (2000 e 2021), senza però riuscire ad aggiudicarsi il trofeo.
Nel 2024 il team femminile di Luna Rossa si aggiudica la prima storica edizione femminile dell'America's Cup.

### Alpinismo
- 31 luglio 1954: Achille Compagnoni e Lino Lacedelli compiono la prima ascesa del K2, la seconda montagna più alta della Terra.
- 23 maggio 2003: Prima donna italiana a raggiungere la vetta del monte Everest: si tratta della campionessa olimpica di sci di fondo Manuela Di Centa.

Altri alpinisti famosi sono Reinhold Messner, primo alpinista al mondo a scalare le quattordici cime del pianeta, Walter Bonatti e Karl Unterkircher.

### Ginnastica
Il 17 marzo 1844 venne istituita la Reale Società Ginnastica di Torino, la società sportiva più antica d'Italia, da parte del ginnasta svizzero Rodolfo Obermann, chiamato in Italia da re Carlo Alberto di Savoia.  Il 15 marzo 1869 venne fondata invece a Venezia la Federazione Ginnastica d'Italia, la prima federazione sportiva della storia d'Italia. Per quanto concerne i risultati, nella ginnastica ritmica, le atlete azzurre hanno vinto un argento olimpico ad Atene nel 2004 e la medaglia d'oro ai mondiali di Baku nel 2005 superando le squadre dell'est, specialmente la Russia, che da sempre detengono il monopolio in questo sport. Dal 2009 al 2011 hanno ottenuto per 3 anni di fila il titolo mondiale e nel 2012 hanno vinto l'argento nelle Olimpiadi a Londra. Vanessa Ferrari è stata campionessa mondiale e pluricampionessa europea di ginnastica artistica. Da segnalare anche Juri Chechi, 5 volte campione del mondo, 4 volte campione europeo e una volta campione olimpico nella specialità degli Anelli e Igor Cassina (oro olimpico ad Atene 2004 alla Sbarra), inventore dell'esercizio denominato "Movimento Cassina". Alle Olimpiadi di Parigi 2024 Alice D'Amato vince l'oro nella trave, diventando la prima campionessa olimpica nella storia della ginnastica artistica italiana.

### Altri sport
Grandi successi sono stati raccolti nello sci e nella scherma. Il 27 gennaio 2007, inoltre, la gardenese Carolina Kostner ha conquistato la prima medaglia d'oro italiana nel pattinaggio di figura femminile vincendo gli Europei che si sono svolti a Varsavia. Nello sci alpino ricordiamo la figura di Zeno Colò, primo oro olimpico nello sci.

## L'Italia ai Giochi olimpici
- La prima medaglia olimpica per l'Italia fu l'argento conquistato il 31 maggio 1900 nell'equitazione dal cavaliere Gian Giorgio Trissino, ai Giochi olimpici di Parigi 1900.
- Il primo campione olimpico italiano fu Gian Giorgio Trissino, che vinse la medaglia d'oro (2 giugno 1900), nell'equitazione, ai Giochi olimpici di Parigi 1900.
- La prima donna italiana a vincere una medaglia d'oro olimpica fu Ondina Valla, negli 80 metri ostacoli, ai Giochi olimpici di Berlino 1936.
- L'atleta italiano più medagliato dei Giochi olimpici moderni è Edoardo Mangiarotti, nella scherma, con 6 ori, 5 argenti e 2 bronzi

## Walk of Fame dello sport italiano
Il 7 maggio 2015 è stata inaugurata nel Parco olimpico del Foro Italico a Roma la Walk of Fame dello sport italiano, un percorso stradale lastricato con targhe dedicate ad ex atleti dello sport italiano che si sono particolarmente distinti a livello internazionale. Durante la cerimonia sono state scoperte 100 targhe recanti i nomi di ex atleti scelti dalla Commissione atleti del CONI e il presidente del CONI Giovanni Malagò ha annunciato che negli anni successivi sarebbero state aggiunte nuove targhe con i nomi di altri ex-atleti italiani di rilevanza internazionale. Al 2023 erano 140 gli ex atleti che avevano ricevuto questo riconoscimento.